# CAMELS ratings
Cet article possède un paronyme, voir CAMEL.
Les CAMELS ratings ou Camels rating désigne un système américain servant à classer environ 8 500 banques américaines selon leur santé financière. Ce classement s'appuie sur les états financiers des banques et sur l'examen sur place de chaque banque, examen effectué par différents régulateurs américains : Fed, Office of the Comptroller of the Currency et FDIC. L'échelle va de 1 à 5, 1 étant le meilleur et 5 le pire. 
Ce classement n'est pas publié, seulement transmis aux plus haut responsables des banques dans le but de prévenir des paniques bancaires. Il est utilisé par le gouvernement fédéral américain dans le cadre du Plan Paulson.

## Paramètres
Les paramètres pour classer une banque ne sont pas publiés. Par contre, certaines sources affirment que ce sont :
- (C) (capital adequacy : suffisamment de capitaux propres) ;
- (A) (asset quality : qualité des actifs) ;
- (M) (management) ;
- (E) (earnings : revenus) ;
- (L) (liquidity : liquidités) ;
- (S) (sensitivity to market risk : sensibilité aux risques du marché).